# Strada statale 678 di Latisana
La strada statale 678 di Latisana (SS 678) era la denominazione prevista per il raccordo autostradale che avrebbe collegato il nuovo svincolo di Latisana sull'autostrada A4 alla SS 14, innestandosi successivamente sulla strada regionale 354 di Lignano. Tale numerazione non è mai stata utilizzata, in quanto la bretella A4-SS 14, ancora prima di essere completata, è diventata di competenza di Autovie Venete e non dell'ANAS, perdendo quindi la classificazione di strada statale. Tale tratto attualmente è privo di numerazione ed è indicato come "Bretella di Latisana". Si tratta di una strada a quattro corsie a carreggiate separate, comprendente la barriera autostradale di Latisana.
Il tratto compreso fra la SS 14 e la SR 354, a quattro corsie non separate da guard rail, è invece gestito da Friuli Venezia Giulia Strade e classificato come SR UD 75 delle Bandite.
La sua istituzione è datata 2005, quando però il tratto era ancora in costruzione ed era inserito nella rete stradale di interesse statale a gestione regionale. Già nel 2006, la strada non compariva più nella rete stradale presente nella regione, e avveniva quindi il passaggio di consegna alla società Autovie Venete, impegnata nella realizzazione del nuovo svincolo di Latisana, in sostituzione del precedente.
La numerazione SS 678 pertanto non è mai comparsa nella segnaletica.
La nuova struttura venne quindi aperta al traffico il 12 giugno 2009; il tratto è a due corsie per senso di marcia ed il limite di velocità varia tra gli 80 km/h ed i 50 km/h (nei pressi del casello e degli svincoli autostradali).